# Orneta
Orneta [ɔrˈnɛta] (tysk: Wormditt, prussisk: Wurmedītin) er en by i det nordlige Polen voivodskabet Warmińsko-mazurskie og har 8.292(2021) indbyggere.

## Geografi
Byen ligger i det historiske Ermland ved floden Drwęca (Drewenz), en biflod til Wisła (Vistula), omkring 47 kilometer øst for Elbląg (Elbing) og 70 kilometer sydvest for Kaliningrad (Königsberg). Byen ligger 69,5 meter over havet.

## Galleri
- Johannesdøberns kirke
- Gamle byhuse på Frihedspladsen (Plac Wolności)
- Gamle byhuse på Frihedspladsen
- Typisk ermlandsk vejalter